# Sophocles (cràter)
Sophocles és un cràter d'impacte en el planeta Mercuri de 142 km de diàmetre. Porta el nom del dramaturg de l'antiga Grècia Sòfocles (c. 496-406 aC), i el seu nom va ser aprovat per la Unió Astronòmica Internacional el 1976.